# Libanoni keringő
A Libanoni keringő (eredeti cím: ואלס עם באשיר, Valsz Im Basír, angolul Waltz with Bashir) egy 2008-ban bemutatott izraeli animációs háborús dráma- és dokumentumfilm Ari Folman írásában és rendezésében. A filmben Folman azt kutatja, hogy ő maga hogyan vett részt az 1982-es libanoni háborúban, amire képtelen visszaemlékezni.
A film nagy sikert aratott mind a kritikusok, mind a közönség részéről.

## Cselekménye
1982-ben Ari Folman 19 évesen az IDF katonája volt. 2006-ban találkozik egy Boaz nevű barátjával, akit abból az időből ismer. Boaz elmondja neki, hogy milyen rémálmai vannak a Libanoni Háborúval kapcsolatban. Álmában 26 őrülten dühös kutya fut a tel avivi utcákon a házuk felé mindent összetörve útjukban. Boaz elmondja, hogy a háborúban az volt a szerepe, hogy amikor az egységével éjjel behatoltak a falvakba, ő lőtte ki a kutyákat, hogy azok ne tudják figyelmeztetni a falut az érkezésükre. Álmában a kutyák ezek a kutyák, amiket ő maga lőtt ki. Boaz elmondása szerint azért kapta ezt a feladatot, mert nehezére esett emberekre lőni. Folman meglepetten tapasztalja, hogy semmire nem emlékszik ebből az időszakból. Később, aznap éjjel egy látomást lát arról az éjszakáról, amelyen Sabra és Shatila-beli mészárlás történt – életének abból a szakaszából, amire képtelen visszaemlékezni. Álmában ő és katonatársai fürdenek Bejrút éjszakai tengerpartján, miközben lassan hulló világító gránátok világítják meg a várost.
Folman egy gyermekkori barátjához siet, aki szakmáját tekintve terapeuta. A barátja azt javasolja, hogy keressen meg olyanokat, akik ugyanakkor Bejrútban voltak, hogy megértse, mi történt vele, és újra átélhesse az emlékeit. Azt is elmondja, hogy az emberi emlékezet jellegéből fakadóan a látomása nem feltétlen valós eseményeket takar. Később hozzáteszi, hogy bár a látomása lehet, hogy képzelgés, de ettől függetlenül nagyon fontos Folman lelkivilága szempontjából.
Folman több barátjával és akkori katonatársával beszélget, többek között egy pszichológussal, és egy TV riporerrel, aki Bejrútról tudósított akkoriban. Folman végül rájön, hogy ő maga is ott volt a palesztin menekülttábort körülvevő katonák között, a második vagy harmadik körben, amikor a mészárlások történtek. Sőt, ő maga is lőtt világító gránátokat éjjel a tábor fölé, miközben a libanoni Phalange milícia bent a táborban végezte a mészárlásokat. Arra a következtetésre jut, hogy amnéziája abból a bűntudatból fakad, hogy akkor ő, 19 évesen, maga is bűnös volt a mészárlásokban. A film azzal végződik, hogy az animáció átvált közvetlen a mészárlás után készült élő felvételekbe.

## Szereposztás
| Angol hang       | Szerep            |
| ---------------- | ----------------- |
| Ari Folman       |                   |
| Ori Sivan        |                   |
| Ronny Dayag      |                   |
| Shmuel Frenkel   |                   |
| Zahava Solomon   |                   |
| Ron Ben-Yishai   |                   |
| Dror Harazi      |                   |
| Mickey Leon      | Boaz Rein-Buskila |
| Yehezkel Lazarov | Carmi Cna'an      |